# Geranomyia hirsutinota
Geranomyia hirsutinota är en tvåvingeart som först beskrevs av Alexander 1943.  Geranomyia hirsutinota ingår i släktet Geranomyia och familjen småharkrankar. Inga underarter finns listade i Catalogue of Life.